# Kampania serbska (I wojna światowa)
Kampania serbska – szereg potyczek I wojny światowej toczonych od lipca 1914 roku do listopada 1918 na terenie Królestwa Serbii po inwazji Austro-Węgier. Linia frontu rozciągała się od Dunaju do południowej Macedonii. Udział brały w niej prawie wszystkie siły zaangażowane w wojnę.
Serbskie zwycięstwo pod Cerem w sierpniu 1914 roku było pierwszą wygraną bitwą Ententy. Kolejne ataki austro-węgierskie nie przyniosły przełomu (Drina); ostatecznie Austriakom udało się wtargnąć w głąb państwa i zająć Belgrad, jednak nierozważne manewry gen. Oskara Potiorka doprowadziły do klęski nad Kolubarą, odwrotu wojsk na pierwotne pozycje i dymisji głównodowodzącego armią austro-węgierską. W 1915 roku do wojny dołączyła Bułgaria. Przy wsparciu nowego sojusznika państwa centralne przełamały opór Serbii i rozpoczęły okupację, która trwała do 1918 roku. Kapitulacja Bułgarii i wycofanie jej wojsk przyniosło ostateczny przełom – dowodzona przez Louisa Francheta d’Espéreya armia pokonała coraz mniej liczne wojska przeciwnika i wyzwoliła Serbię na dwa tygodnie przed końcem wojny.
Kampania Serbska przyniosła ogromne, niespotykane dotąd straty po obu stronach. Liczebność armii serbskiej zmniejszyła się znacznie pod koniec wojny; w szczytowym momencie liczyła 420 tys. żołnierzy, zaś u kresu już tylko 100 tys. Królestwo Serbii straciło ponad milion mieszkańców (cywili i wojskowych), to jest 27% jego całkowitej populacji i 60% populacji męskiej. Wedle danych rządu jugosłowiańskiego z 1924 roku serbskie straty wyniosły 265 164 żołnierzy, czyli 25% wszystkich zmobilizowanych ludzi. Dla porównania straty francuskie w I wojnie światowej wyniosły 16,8%, niemieckie 15,4%, rosyjskie 11,5% a włoskie 10,3%.

## Tło

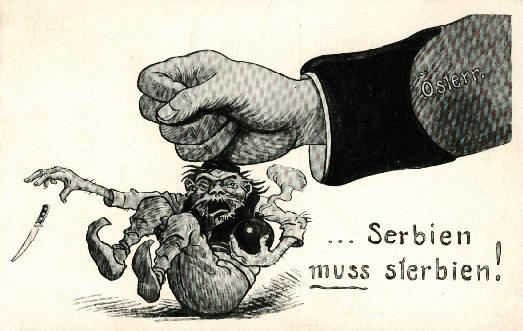
Serbien muss sterbien! („Serbia musi umrzeć!”), austro-węgierska karykatura propagandowa wydawana po zamachu w Sarajewie.

Austro-Węgry brały udział w kryzysie bośniackim z lat 1908–1909 anektując terytoria Bośni i Hercegowiny należące wcześniej do Imperium Osmańskiego. To posunięcie rozgniewało Serbów oraz ich protektorów, Imperium Rosyjskie sprzyjające idei panslawizmu. Następstwa aneksji spotęgowały wcześniejsze napięcia pomiędzy państwami Półwyspu Bałkańskiego, co doprowadziło do zburzenia spokoju w regionie tworząc tzw. „kocioł bałkański”.

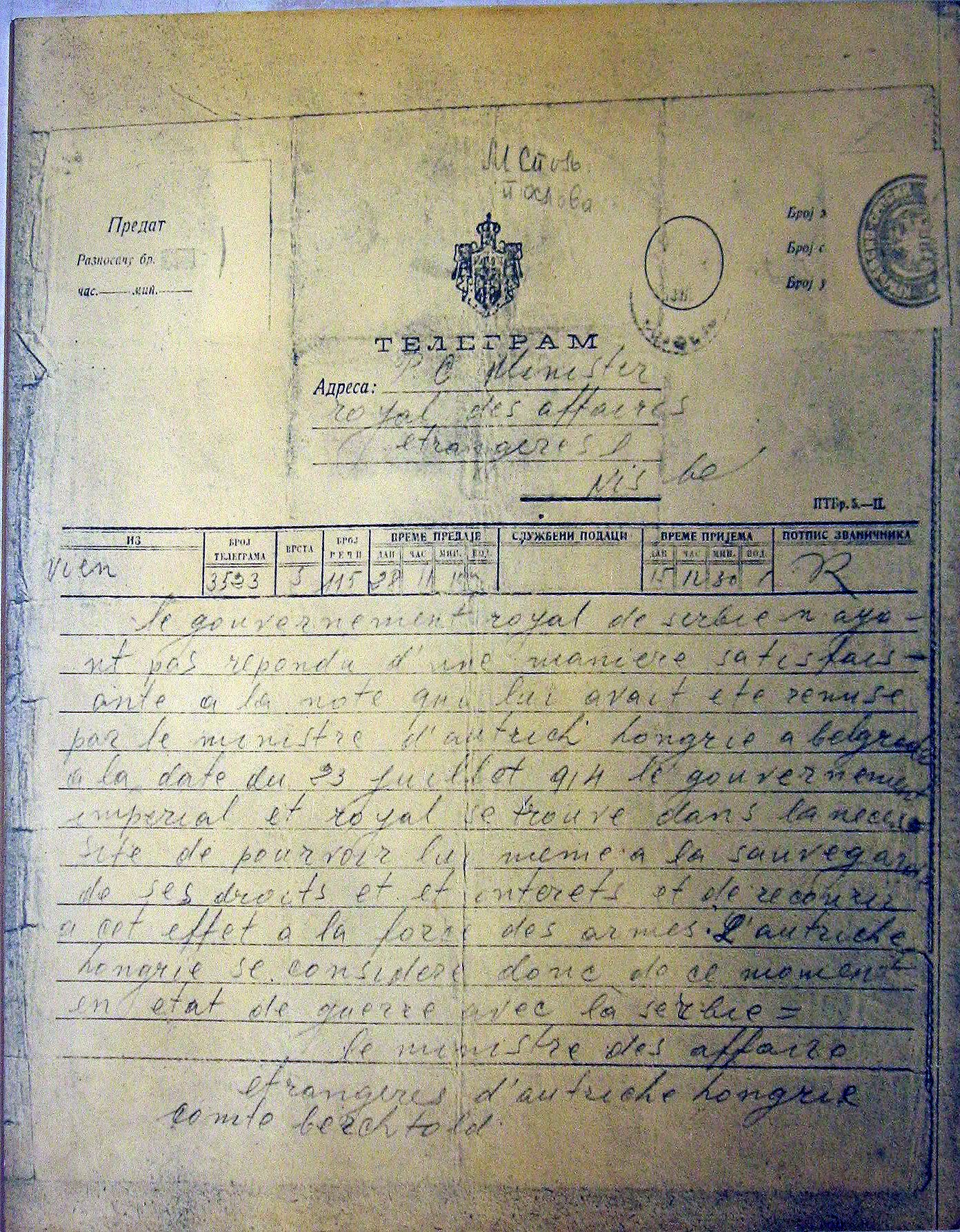
Telegram rządu austro-węgierskiego z wypowiedzeniem wojny przesłany Serbii 28 lipca 1914 roku.

W latach 1912–1913 trwała I wojna bałkańska pomiędzy Ligą Bałkańską a rozpadającym się imperium osmańskim. Rezultatem był traktat londyński, dalej kurczący państwo Osmanów, tworząc Albanię i powiększając terytorium Bułgarii, Serbii, Czarnogóry i Grecji. Kiedy 16 czerwca 1913 roku Bułgaria zaatakowała Serbię i Grecję, rozpętując 33-dniową II wojnę bałkańską, straciła w niej większą część Macedonii na rzecz tych ostatnich, Południową Dobrudżę na rzecz Rumunii oraz Adrianopol na rzecz imperium, co doprowadziło do dalszej destabilizacji regionu.
28 czerwca 1914 roku Gawriło Princip, bośniacki Serb, student i członek wieloetnicznej organizacji rewolucyjnej Młoda Bośnia zamordował w Sarajewie następcę austro-węgierskiego tronu Franciszka Ferdynanda. Politycznym celem zamachu było zakończenie kolonialnej wręcz władzy oraz oderwanie południowo-słowiańskich prowincji Austro-Węgier. Zabójstwo wywołało efekt domina, który uwikłał Imperium Rosyjskie oraz pozostałe potęgi europejskie. Kryzys lipcowy był serią posunięć dyplomatycznych ze strony Austro-Węgier, Niemiec, Rosji, Francji i Wielkiej Brytanii. Chcąc ukrócić zapędy Serbii pierwsze z państw wystosowało ultimatum, dziesięć nie dających się zaakceptować żądań, którego celem było sprowokowanie Serbii. Kiedy Serbia przystała na osiem z nich Austro-Węgry wypowiedziały jej wojnę 28 lipca 1914 roku. Hew Strachan twierdzi, iż „dostarczenie dwuznacznej i szybkiej odpowiedzi przez Serbów nie zrobiłoby raczej różnicy. Franciszek Ferdynand nie był osobą cieszącą się popularnością, a jego śmierć nie wywołała najgłębszej żałoby w imperium”.
Spór między Austro-Węgrami a Serbią przerodził się w I wojnę światową, w którą zaangażowały się Rosja, Niemcy, Francja oraz imperium brytyjskie. W ciągu tygodnia Austro-Węgry zmuszone były stawić czoła Rosji, posiadającej ówcześnie największą armię na świecie. W efekcie Serbia stała się kolejnym frontem walk gigantycznej wojny rozwijającej się na austriacko-rosyjskiej granicy. Serbia dysponowała wojskiem doświadczonym dwiema wojnami, które jednak było wyczerpane i słabo wyekwipowane – dowództwo austro-węgierskie było przekonane o nieuchronności jego klęski w ciągu miesiąca. Serbowie planowali walczyć jak najdłuższej, licząc że Rosja lub inny z aliantów pokona wojska przeciwnika. Jednocześnie musieli obawiać się wrogiego sąsiada wschodniego – Bułgarii, z którym potykali się kilka razy, w tym ostatni raz ledwie rok wcześniej.

## Armie

### Austro-węgierska
Armia czasów pokoju liczyła ok. 36 tys. oficerów i 414 tys. żołnierzy. Po mobilizacji ta liczba wzrosła do 3,350 mln ludzi. Liczebność operacyjna wynosiła 1,42 mln, a 600 tys. działało we wsparciu i logistyce (pociągi, amunicja, kolumny zaopatrzeniowe itd.), zaś pozostałe 1,35 mln stanowiło rezerwy dostępne dla posiłkowania oddziałów wykazujących straty oraz tworzenia nowych oddziałów.
Przedwojenny austro-węgierski plan inwazji na Serbię zakładał koncentrację trzech armii (2, 5 i 6) na zachodniej i północnej granicy, z których rozpocząłby się koncentryczny atak z dwóch stron, a jego celem byłoby okrążenie i zniszczenie serbskiej armii. Jednakże z początkami rosyjskiej powszechnej mobilizacji austro-węgierskie wysokie dowództwo (niem. Armeeoberkommando, AOK) zadecydowało o przeniesieniu 2 Armii do Galicji. Ze względu na zajęcie linii kolejowych biegnących w kierunku Galicji 2 Armia mogła rozpocząć transport dopiero 18 sierpnia co pozwoliło AOK na zaangażowanie niektórych jej oddziałów w operacje w Serbii. Ostatecznie dowództwo pozwoliło Potiorekowi na użycie znaczącej części 2 Armii (4 dywizje) w walkach przeciw Serbom, co opóźniło ich dotarcie na front rosyjski o kolejny tydzień. Prócz tego porażki jakie poniosła armia austro-węgierska zmusiły AOK do permanentnego transferu 2 dywizji do sił Potioreka. Do 12 sierpnia Austro-Węgry skoncentrowały ponad 500 tys. żołnierzy na froncie serbskim, z których 380 tys. było oddziałami operacyjnymi. Z odejściem głównej części 2 Armii liczba ta spadła do 285 tys., w co wliczone były siły garnizonowe. Prócz sił lądowych Austro-Węgry zaangażowały również flotę dunajską liczącą 6 monitorów oraz 6 łodzi patrolowych.
Żołnierze austro-węgierscy nie byli zbyt wysoko cenieni. Co czwarty nie potrafił pisać i czytać, większość poborowych z podległych nacji nie znała niemieckiego ani węgierskiego. Prócz tego większość żołnierzy – Czechów, Słowaków, Polaków, Rumunów i Słowian południowych – łączyły więzy kulturowe i etniczne z różnymi wrogami Austro-Węgier.

### Serbska
Serbia zarządziła mobilizację na 26 lipca; 4 dni później była ukończona, a oddziały rozpoczęły koncentrację zgodną z planem wojny. Do 9 sierpnia koncentracja została ukończona.
W trakcie mobilizacji Serbia zebrała 450 tys. żołnierzy podzielonych na trzy kategorie wiekowe, zwane banami lub pozivami, które skupiały wszystkich zdolnych nosić broń mężczyzn w wieku od 21 do 45 lat. Armia operacyjna składała się z 11 i pół dywizji piechoty i 1 dywizji jazdy. Starsi mężczyźni z III banu zostali podzieleni na 15 regimentów pieszych, z których 45-50 tysięcy przeznaczono na służbę tyłową i komunikacyjną, jednak część z nich została użyta w czasie walk ze względu na konieczność, co ustalało liczebność operacyjną na poziomie ok. 250 tys. ludzi. Z punktu widzenia rezerw ludzkich Serbia znajdowała się na dużo gorszej pozycji niż Austro-Węgry – mogła liczyć na posiłki z postaci rekrutów wchodzących w wiek poborowy, których teoretyczny przyrost roczny wynosił ok. 60 tys., co nie było w stanie zasilić topniejących szeregów; już w okresie sierpień-grudzień 1914 Serbia straciła ponad 132 tys. żołnierzy. Braki stanowe zmusiły serbskie dowództwo już na początku wojny do zmobilizowania rekrutów powyżej i poniżej wieku poborowego.
Z powodu kłopotów finansowych i strat w poprzednich wojnach (wojny bałkańskie) serbskiej armii brakowało uzbrojenia i wyposażenia. Na stanie znalazło się jedynie 180 tys. nowoczesnych karabinów – 25–33% żołnierzy z oddziałów frontowych ich nie posiadało. Aby poprawić te statystyki w 1914 roku Serbia zamówiła 120 tysięcy karabinów z Rosji, jednakże pierwsze dostawy zaczęły spływać dopiero w drugiej połowie sierpnia. Tylko oddziały z I banu posiadały kompletne umundurowanie, te z II banu miały płaszcze i czapki, podczas gdy żołnierze III banu nosili ubrania cywilne. Armia nie wydawała również wojskowych butów – większość żołnierzy nosiła codzienne obuwie ze skóry wieprzowej zwane opanakami.
Rezerwy amunicyjne były niewystarczające, jako że większość została wykorzystana podczas wojen bałkańskich. Brakowało również pocisków artyleryjskich – oddziały dysponowały zaledwie kilkoma setkami sztuk. Serbia nie posiadała własnego przemysłu zbrojeniowego, co całkowicie uzależniło ją od importu, głównie z Francji oraz Rosji, a oba te kraje miały własne problemy zaopatrzeniowe. W efekcie braki amunicyjne odgrywały znaczącą rolę w najważniejszych momentach austriackiej inwazji.

### Porównanie
Liczby przedstawiają całość oddziałów austro-węgierskich skoncentrowanych na froncie serbskim w sierpniu oraz całość armii serbskiej; liczebność oddziałów operacyjnych była mniejsza.
| rodzaj                | Austro-Węgry | Serbia                                 |
| --------------------- | ------------ | -------------------------------------- |
| bataliony             | 329          | 209                                    |
| baterie               | 143          | 122                                    |
| szwadrony             | 51           | 44                                     |
| kompanie inżynieryjne | 45           | 22                                     |
| działa polowe         | 756          | 558 (w tym 348 dział szybkostrzelnych) |
| karabiny maszynowe    | 490          | 210                                    |
| razem walczących      | 378 tysięcy  | 250 tysięcy                            |

Sprzymierzona z Serbią Czarnogóra zdołała zgromadzić 35-40 tysięcy żołnierzy, zaledwie 14 nowoczesnych polowych dział szybkostrzelnych, 51 starszych sztuk (niektóre z nich pochodziły z lat 70. XIX wieku) oraz 62 karabinów maszynowych. W przeciwieństwie do Austro-Węgier i Serbii, czarnogórska armia przypominała milicję i brakło jej odpowiedniego wyszkolenia oraz zawodowych oficerów.
Ciężka artyleria
| Austro-Węgry | Serbia |
| --- | --- |
| 12 ruchomych baterii: 4 moździerze 305 mm 2 moździerze 240 mm 20 haubic 150 mm 16 dział 120 mm Prócz tego austro-węgierskie fortece i garnizony przy granicy serbskiej i czarnogórskiej (Petrovaradin, Sarajewo, Kotor itd) posiadały 40 kompanii ciężkiej artylerii różnych modelii. | 12 ruchomych baterii: 6 moździerzy Schneider-Canet wz. 97 150 mm 22 haubice Schneider-Canet wz. 97 120 mm 15 dział Shneider-Canet 120 mm wz. 1897 |

## Skład armii serbskiej

### 1 Armia
gen. Petar Bojović, dowódca 1 Armii

płk Božidar Terzić, szef sztabu
- Dywizja kawalerii (płk Branko Jovanović)
  - 1 Regiment Kawalerii
  - 2 Regiment Kawalerii
  - 3 Regiment Kawalerii
  - 4 Regiment Kawalerii
- Dywizja Timocka I ban (gen. Vladimir Kondić)
  - 13 Regiment Piechoty I ban
  - 14 Regiment Piechoty I ban
  - 15 Regiment Piechoty I ban
  - 20 Regiment Piechoty I ban
- Dywizja Timocka II ban
  - 13 Regiment Piechoty II ban
  - 14 Regiment Piechoty II ban
  - 15 Regiment Piechoty II ban
- Dywizja Morawska II ban
  - 1 Regiment Piechoty II ban
  - 2 Regiment Piechoty II ban
  - 3 Regiment Piechoty II ban
- Hufiec Braničevski
  - Dywizja dunawska II ban
    - 7 Regiment Piechoty II ban
    - 8 Regiment Piechoty II ban
    - 9 Regiment Piechoty II ban

  - Inne oddziały
    - 9 Regiment Piechoty I ban
    - 8 Regiment Piechoty III ban
    - 9 Regiment Piechoty III ban
- artyleria

### 2 Armia
gen. Stepa Stepanović, dowódca 2 Armii

płk Vojislav Živanović, szef sztabu
- Dywizja Morawska I ban (płk Ilija Gojković)
  - 1 Regiment Piechoty I ban
  - 2 Regiment Piechoty I ban
  - 3 Regiment Piechoty I ban
  - 16 Regiment Piechoty I ban
- Dywizja Mieszana I ban (gen. Mihajlo Rašić)
  - 1 Nadliczbowy Regiment Piechoty I ban (Svetislav Mišković)
  - 2 Nadliczbowy Regiment Piechoty I ban
  - 5 Nadliczbowy Regiment Piechoty I ban
  - 6 Nadliczbowy Regiment Piechoty I ban (Dragoljub Uzunmirković)
- Dywizja Šumadijska I ban
  - 10 Regiment Piechoty I ban
  - 11 Regiment Piechoty I ban
  - 12 Regiment Piechoty I ban
  - 19 Regiment Piechoty I ban
- Dywizja Dunavska I ban (Milivoje Anđelković)
  - 7 Regiment Piechoty I ban
  - 8 Regiment Piechoty I ban
  - 18 Regiment Piechoty I ban
  - 4 Nadliczbowy Regiment Piechoty I ban
- artyleria

### 3 Armia
gen. Pavle Jurišić Šturm, dowódca 3 Armii

płk Dušan Pešić, szef sztabu
- Dywizja Drińska I ban
  - 5 Regiment Piechoty I ban
  - 6 Regiment Piechoty I ban
  - 17 Regiment Piechoty I ban
  - 3 adliczbowy Regiment Piechoty I ban
- Dywizja Drińska II ban
  - 5 Regiment Piechoty II ban Miloje Jelisijević
  - 6 Regiment Piechoty II ban
  - 6 Regiment Piechoty II ban
  - batalion 5 Regimentu Piechoty III ban
- Hufiec Obrenovacki
  - 7 Regiment Piechoty III ban
  - 2 bataliony 5 Regimentu Piechoty III ban
- Hufiec Jadarski
- artyleria

### Grupa armii „Užice”
gen. Miloš Božanović
- Dywizja Šumadijska II ban (płk Dragutin Milutinović)
  - 10 Regiment Piechoty II ban
- 11 Regiment Piechoty II ban
- 12 Regiment Piechoty II ban
- 4 Regiment Piechoty II ban
- Brygada Užicka (płk Ivan Pavlović)
  - 4 Regiment Piechoty II ban
  - 4 Regiment Piechoty III ban
- Hufiec Limski (ppłk Jevrem Mihailović)
- Hufiec Zlatiborski (mjr Kosta Tododrović)
- Hufiec Gornjacki (mjr Velimir Vemić)
- artyleria

## Skład armii austro-węgierskiej, sierpień 1914[20]

### 5 Armia
- 9 Dywizja Piechoty
- 21 Piesza Dywizja Landwehry
- 36 Dywizja Piechoty
- 42 Piesza Dywizja Honwedów
- 13 Brygada Piechoty
- 11 Brygada Górska
- 104 Piesza Brygada Landsturmu
- 13 Brygada Marszowa

### 6 Armia
- 1 Dywizja Piechoty
- 48 Dywizja Piechoty
- 18 Dywizja Piechoty
- 47 Dywizja Piechoty
- 40 Piesza Dywizja Honwedów
- 109 Piesza Brygada Landsturmu

### Region Banatu i garnizony
- 107 Piesza Brygada Landsturmu

różne oddziały piechoty, kawalerii i artylerii

### Elementy2 Armii
- 17 Dywizja Piechoty
- 34 Dywizja Piechoty
- 31 Dywizja Piechoty
- 32 Dywizja Piechoty
- 29 Dywizja Piechoty
- 7 Dywizja Piechoty
- 23 Dywizja Piechoty
- 10 Dywizja Kawalerii
- 4 Brygada Marszowa
- 7 Brygada Marszowa
- 8 Brygada Marszowa

## 1914
Kampania serbska rozpoczęła się 28 lipca 1914 roku deklaracją wojny i ostrzałem artyleryjskim Belgradu następnego dnia. 1 sierpnia austro-węgierskie armie przekroczyły granice na rzece Drinie.

Pierwszy atak na Serbię, sierpień 1914

Początkowo zmobilizowano trzy z sześciu cesarsko-królewskich armii na serbskim froncie. Ze względu na rosyjską interwencję 2 Armia została skierowana na wschód do Galicji. Z powodu obciążenia kolei transportami innych oddziałów, 2 Armia mogła rozpocząć transport dopiero 18 sierpnia. Aby skorzystać z tymczasowej obecności austro-węgierskie wysokie dowództwo (AOK) zezwoliło na użycie części jej sił w kampanii serbskiej do czasu transportu. Ostatecznie AOK przekierował znaczną część 2 Armii (ok. 4 dywizji) na pomoc siłom gen. Potioreka i przesunął ich relokację na front rosyjski na ostatni tydzień sierpnia; porażka pierwszego ataku zmusiła AOK do permanentnego przypisania dwóch dywizji 2 Armii siłom Potioreka.
Austro-węgierska 5 i 6 Armia liczyły razem ok. 270 tys. ludzi i były znacznie lepiej wyposażone niż Serbowie. Prócz tego Austro-Węgry pod względem liczebności obywateli w 1914 roku plasowały się na trzecim miejscu w Europie, za Rosją i Niemcami, posiadając prawie 12 razy większą populację niż królestwo Serbii.

### Bitwa na górze Cer
Potiorek przyspieszył atak 5 Armii z północnej Bośni na Serbię; wsparcie zapewniały elementy 2 Armii stacjonujące w Sremie. 6 Armia stacjonowała w południowej Bośni i nie była jeszcze gotowa do podjęcia ofensywy. Potiorek pragnął zwyciężyć przed urodzinami cesarza Franciszka Józefa i wyeliminować Serbię jak najprędzej. Spiesząc się popełnił dwa poważne strategiczne błędy – zaatakował tylko połową własnych sił oraz najechał pagórkowaty teren zachodniej Serbii zamiast otwartych równin na północy. Posunięcie zaskoczyło marszałka Radomira Putnika spodziewającego się ataku z północy; Putnik początkowo zakładał nawet, iż manewr okaże się zwodem. Kiedy okazało się, iż z zachodu nadciągają wojska, duża 2 Armia gen. Stepy Stepanovicia została wysłana by połączyć się z małą 3 Armią gen. Pavle Jurišića Šturma już stawiającego opór. Po zaciętej czterodniowej walce cesarsko-królewscy zostali zmuszeni do odwrotu. Straty Austro-Węgier wyniosły 23 tysiące (z których 4,5 tysiąca zostało schwytanych), zaś Serbów 16,5 tysiąca.

Dalsze operacje w Serbii, 1914

### Bitwa nad Driną
Naciskana przez aliantów Serbia dokonała ograniczonej ofensywy 1 Armią przez rzekę Sawę na austro-węgierskie tereny Sremu. Głównym celem operacji było opóźnienie transportu austro-węgierskiej 2 Armii na front rosyjski. Przedsięwzięcie okazało się płonne, jako że oddziały 2 Armii były w tym czasie już w drodze. W międzyczasie I Dywizja Timocka 2 Armii straciła 6 tysięcy żołnierzy przy próbie dywersyjnego przekroczenia granicy, samemu zadając jedynie 2 tysiące strat.
Większość sił Potioreka znajdowała się w Bośni, który doszedł do wniosku, iż najlepszą metodą zastopowania serbskiej ofensywy jest rozpoczęcie kolejnego najazdu zmuszając Serbów do ściągnięcia wszystkich sił celem obrony.

„Serbowie, zaprawieni, utwardzeni przez wojnę, natchnieni najzacieklejszym patriotyzmem, rezultat pokoleń cierpień i zmagań, oczekiwali nieulękle jakiegokolwiek losu, który zostałby na nich zesłany”.

7 września rozpoczął się nowy atak Austro-Węgier z zachodu, poprzez rzekę Drinę, ale tym razem uczestniczyła w nim 5 Armia z Mačvy oraz 6 Armia z południa. Pierwszy atak 5 Armii został odparty przez serbską 2 Armię – Austriacy stracili w nim 4 tysiące ludzi – jednak mocniejsza 6 Armia zdołała zaskoczyć serbską 3 Armię zyskując przyczółek. Kiedy niektóre oddziały z serbskiej 2 Armii zostały przesłane by wspomóc 3 Armię, austro-węgierska 5 Armia również zdołała zyskać przyczółek kolejnym atakiem. Wówczas marszałek Putnik musiał wycofać 1 Armię ze Sremu rozpoczynając zajadłą kontrofensywę przeciw 6 Armii, która początkowo szła wedle jego myśli, ale ostatecznie utknęła w krwawej, czterodniowej bitwie o szczyt góry Jagodnja zwany Mačkov Kamen. Obie strony zadały sobie potężne straty (ok. 11 tysięcy ludzi) w kolejnych frontalnych atakach i kontratakach.
Putnik zarządził odwrót na otaczające wzgórza – przez następne półtora miesiąca front ustabilizował się i rozpoczęła się wojna okopowa, niedogodna dla Serbów nieposiadających zaplecza przemysłowego, ciężkiej artylerii, składów amunicyjnych, fabryk amunicji (prócz pojedynczej fabryki produkującej 100 pocisków dziennie) oraz wojskowego obuwia (większość żołnierzy nosiła opanaki); cesarsko-królewskich żołnierzy wyposażono w wodoodporne buty. Większość zaopatrzenia dla Serbów przesyłana była przez aliantów, którzy również borykali się z brakami. W tej sytuacji serbska artyleria dość szybko zamilkła, a austro-węgierska stale zwiększała częstotliwość ognia. Serbskie straty wynosiły 100 żołnierzy na dzień.
Podczas pierwszych tygodni wojny okopowej serbska Armia Užicka (jedna wzmocniona dywizja) oraz czarnogórska Armia Sanjacka (około dywizji) przeprowadziła nieudaną ofensywę na Bośnię. Prócz tego obie strony dokonały kilku lokalnych ataków, w których poniosły klęskę. W jednym z nich serbska armia po raz pierwszy posłużyła się podkopami minerskimi – Dywizja Mieszana uczyniła wykop pod austro-węgierskimi okopami (znajdującymi się zaledwie 20-30 metrów od serbskich okopów w tym sektorze), podłożyła ładunki wybuchowe i wysadziła je tuż przed szarżą piechoty.

### Bitwa nad Kolubarą

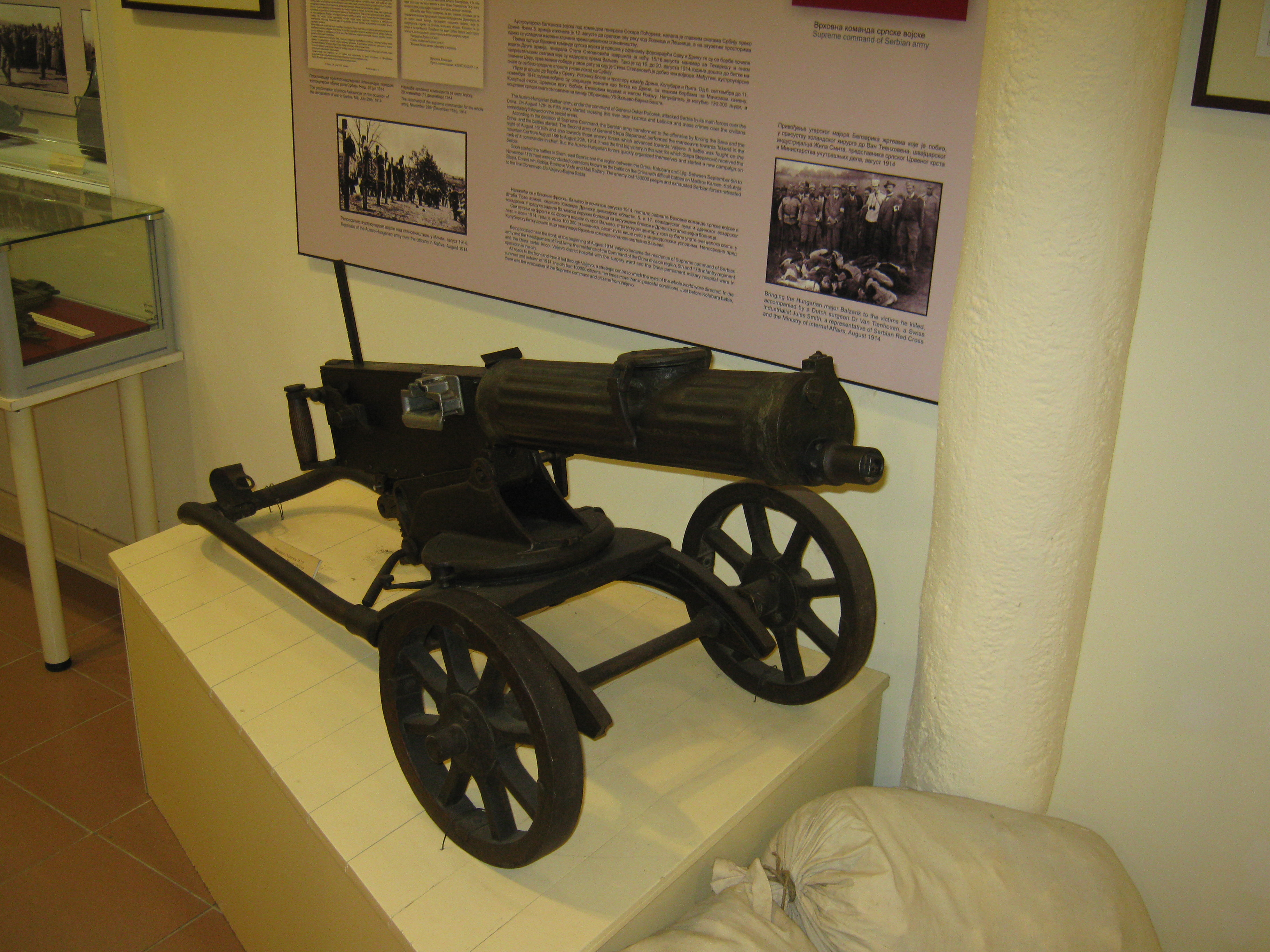
Karabina Maxima 10 należący do serbskiej armii

Osłabiwszy serbską armię Austro-Węgry 5 listopada rozpoczęły zmasowany atak. Serbowie cofali się krok po kroku i dopiero nad rzeką Kolubarą stawili zaciekły opór, który niestety nie przyniósł zmiany sytuacji z racji braku amunicji artyleryjskiej. Wówczas gen. Živojin Mišić mianowany został dowódcą wykrwawionej 1 Armii, zmieniając rannego Petara Bojovića. Mišić nalegał na daleki odwrót, aby zapewnić oddziałom trochę odpoczynku jednocześnie skracając front. Marszałek Putnik w końcu przystał na taki plan, czego efektem było opuszczenie stołecznego Belgradu. Po ciężkich stratach austro-węgierskie wojska wkroczyły do miasta 2 grudnia. Potiorek przekierował całą 5 Armię do miasta, aby mogła zmiażdżyć całe serbskie lewe skrzydło. Taki manewr pozostawił jednakże 6 Armię w samotności i naprzeciw całej armii serbskiej.
Na nieszczęście Potioreka w tym czasie do Serbów dotarła amunicja wysłana z Francji i Grecji. Prócz tego na miejsce zabitych pojawiły się posiłki; marszałek Putnik trafnie odgadł, iż austro-węgierskie linie są niebezpiecznie rozciągnięte i osłabione przez poprzednie ofensywy – 3 grudnia zarządził zmasowaną kontrofensywę całej serbskiej armii przeciw cesarskiej 6 Armii. 5 Armia przyspieszyła manewry flankujące, ale nic to nie dało – 6 Armia została rozbita, serbska 2 i 3 Armia przełamały jej opór. Potiorek zarządził odwrót na terytorium Austro-Węgier. Serbowie odbili Belgrad 15 grudnia.
Pierwsza faza wojny o Serbię zakończyła się brakiem zmian terytorialnych oraz niespotykanymi dotychczas stratami. Serbia straciła 170 tysięcy zabitych, rannych, pojmanych i zaginionych; Austro-Węgry prawie 215 tysięcy. Generał Potiorek został zdymisjonowany i zastąpiony przez arcyksięcia Eugeniusza Ferdynanda Habsburga. Zimą w Serbii wybuchła epidemia duru brzusznego, zabijając setki tysięcy cywilów.
Po bitwie pod Kolubarą serbski parlament 7 grudnia przyjął „Deklarację Niską”, dotyczącą celów wojny:
„Przekonani, iż cały serbski naród jest zdeterminowany, aby przetrwać ten święty bój o obronę ich domostw i ich wolności, rząd Królestwa zdecydował, iż w tych rozstrzygających czasach, jego głównym i jedynym zadaniem jest zadbanie o pomyślne zakończenie wojny, która od momentu gdy się rozpoczęła, stała się jednocześnie bojem o wolność i jedność wszystkich niewyzwolonych serbskich, chorwackich i słoweńskich braci. Wielki sukces jakim będzie ukoronowanie tej wojny zadośćuczyni za niezwykłą ofiarę krwi jaką składa to pokolenie Serbów”.

## 1915

### Sytuacja strategiczna i geopolityczna

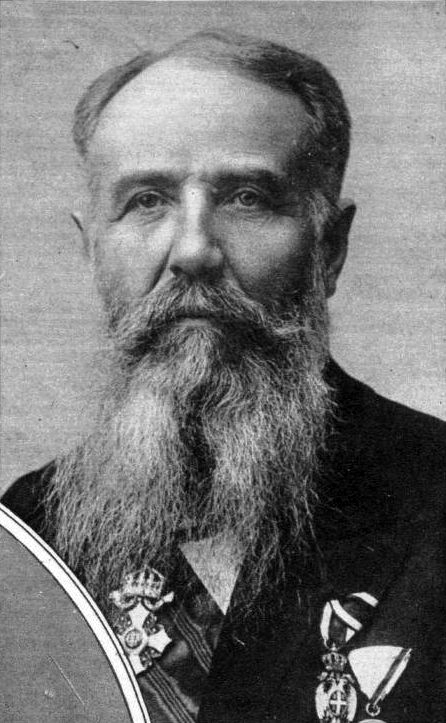
Nikola Pašić, serbski premier w 1915 roku

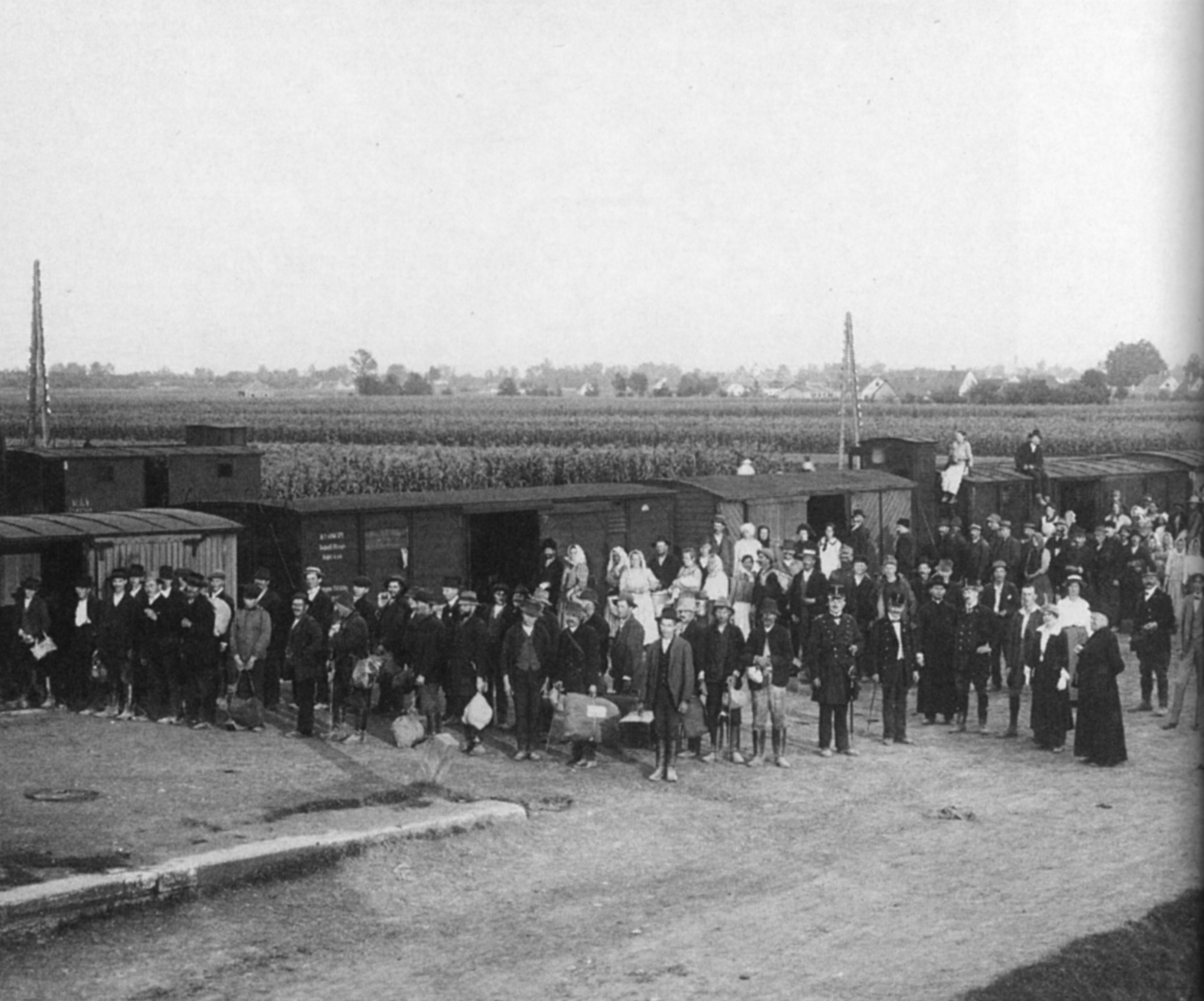
Transport uchodźców z Serbii, 1914/15 Leibnitz, Styria

Ze względu na osmańskie porażki pod Sarikamishem oraz w ofensywie suezkiej na początku 1915 roku niemiecki szef sztabu Erich von Falkenhayn próbował przekonać swojego austro-węgierskiego odpowiednika, hrabiego Franza von Hötzendorfa o wielkiej wadze panowania nad Serbią. W przypadku jej zajęcia Niemcy dysponowałyby nieprzerwaną linią kolejową do Stambułu (i dalej). To pozwoliłoby Cesarstwu przesyłać zaopatrzenie i posiłki imperium osmańskiemu. Choć plan taki nie był Austro-Węgrom na rękę, podbicie Serbii stanowiło jedno z głównych założeń wojny. Jednakże prócz groźnej Rosji, po stronie Ententy do wojny przystąpiło Królestwo Włoch, co zmusiło AOK do planowania walki na drugim froncie.
Zarówno alianci jak państwa centralne próbowały zmusić Bułgarię do zadeklarowania się po którejś ze stron. Bułgaria i Serbia walczyły ze sobą w dwóch wojnach w przeciągu 30 lat – w wojnie serbsko-bułgarskiej w 1885 roku oraz II wojnie bałkańskiej w 1913 roku. W rezultacie bułgarski rząd i obywatele postrzegali Serbię jako grabieżcę ziem ojczystych. Gdy państwa centralne zagwarantowały przekazanie tychże ziem, Bułgarzy zdecydowali się wejść do walki po ich stronie. Po alianckiej porażce pod Gallipoli i austriacko-niemieckiej udanej ofensywie gorlickiej car Bułgarii Ferdynand I 23 września 1915 roku podpisał traktat z cesarstwem niemieckim i zarządził mobilizację wojenną.

### Siły przeciwne
Serbowie nieskutecznie próbowali odbudować wyniszczone armie i poprawić sytuację zaopatrzeniową. Pomimo wysiłków liczebność armii powiększyła się o raptem 30 tysięcy żołnierzy w stosunku początku wojny (ok. 225 tysięcy) i nadal nie rozwiązano problemu braku ekwipunku. Choć Wielka Brytania i Francja deklarowały chęć przesłania posiłków nic z tego nie uczyniono. Kiedy Bułgaria zaczęła mobilizację Wielka Brytania i Francja wydelegowały dwie dywizje, które opóźnione dotarły do greckich Salonik. Za opóźnienie po części odpowiedzialna była schizma narodowa.
Przeciw Serbii maszerowały bułgarska 1 Armia, niemiecka 11 Armia oraz austro-węgierska 3 Armia, wszystkie pod dowództwem marszałka polnego Augusta von Mackensena. Prócz tego na Macedonię ruszyła bułgarska 2 Armia pozostająca pod kontrolą najwyższego dowództwa.

### Przebieg kampanii
Wojska austro-węgierskie i niemieckie rozpoczęły atak 7 października przekraczając Drinę i Sawę przy wsparciu artyleryjskim. Przeprawiwszy się przez Dunaj ruszyły na Belgrad. Mimo zajadłych walk ulicznych opór Serbów został zdławiony dzień później.
14 października armia bułgarska zaatakowała z dwóch kierunków – północy kierując się na Nisz oraz południa na Skopje. Bułgarskie armie zadały Serbom dwa skuteczne ciosy – nad Morawą, gdzie 1 Armia pokonała 2 Armię oraz pod Owczym Polem, gdzie biła się bułgarska 2 Armia. Przełamanie linii sprawiło, iż pozycje serbskie były nie do utrzymania – główna armia, stojąca na północy (wokół Belgradu) miała możliwość uciekać, poddać się lub zostać zmuszoną do poddania. Podczas ofensywy kosowskiej Serbowie wykonali desperacką i nieudaną próbę połączenia dwóch sprzymierzonych dywizji nacierających z południa; Bułgarzy dowodzeni przez gen. Giorgiego Todorowa zmusili je do zatrzymania się i odwrotu.
W tej sytuacji marszałek Putnik zarządził odwrót generalny na południe i zachód przez Czarnogórę do Albanii. Prócz podłej pogody oraz złych dróg na przeszkodzie uciekającej armii stanęły tysiące głodnych cywilów. Pogoda działała jednakże również niekorzystnie na armie państw centralnych, które nie były w stanie dogonić uchodzących. Wielu żołnierzy i cywilów nie dotarło mimo to na wybrzeże – pokonały ich głód, choroby oraz ataki albańskich band plemiennych. W efekcie nad Morze Adriatyckie trafiło tylko 155 tysięcy ludzi, głównie żołnierzy, którzy zostali przetransportowani sprzymierzonymi statkami na różne greckie wyspy (wielu na Korfu) oraz do Salonik. Opracowanie planu ewakuacji i kierownictwo akcją powierzono włoskiemu kontradmirałowi Ludwikowi Amadeuszowi Sabaudzkiemu, księciu Abruzzi. Ocaleni byli tak osłabieni, iż wiele tysięcy zmarło z wycieńczenia w ciągu tygodnia. Putnik musiał być niesiony przez całą drogę; zmarł rok później w szpitalu we Francji.

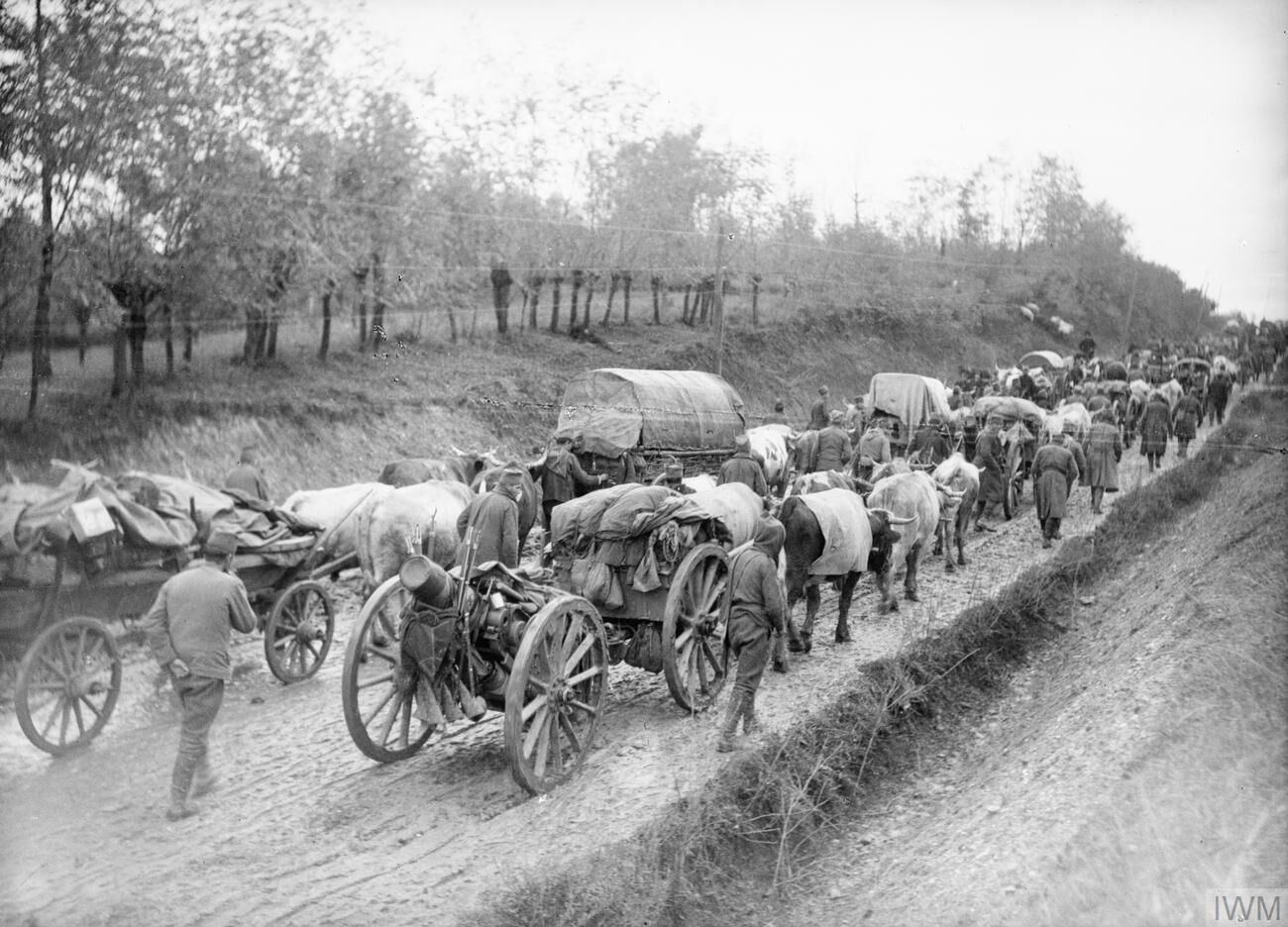
Serbska armia uciekająca w kierunku Albanii

Dywizje francuska i brytyjska, dowodzone przez gen. Maurice’a Sarraila, maszerowały na północ od Salonik. Londyńskie Biuro Wojny zabroniło swoim żołnierzom przekraczania granicy Grecji w związku z czym Francuzi zmuszeni byli podążać wzdłuż Wardaru samotnie. Zabieg ten przyniósł ograniczone korzyści uciekającym Serbom – Bułgarzy musieli skoncentrować siły na południowej flance, aby przeciwdziałać nadciągającemu zagrożeniu (Bitwa pod Krivolakiem). Do połowy listopada gen. Sarrail zdecydował się na odwrót przed nacierającymi na jego pozycje wojskami bułgarskimi.
Przedsięwzięcie okazało się niemal całkowitym zwycięstwem państw centralnych, przy stratach własnych wynoszących ok. 67 tysięcy i stratach przeciwnika ok. 90 tysięcy zabitych i 174 tysiące jeńców. Trasa kolejowa Berlin-Stambuł została otwarta.

## 1916–1918
W 1917 roku Serbowie rozpoczęli powstanie toplickie uwalniając na krótki czas tereny pomiędzy Kopaonikiem i Południową Morawą. Pod koniec marca 1917 roku powstanie zostało zmiażdżone przez połączone siły bułgarsko-austriackie.
Na początku front macedoński był dość statyczny. Francuzi i Serbowie zajęli niektóre części Macedonii, 19 listopada 1916 roku opanowując Bitolę w wyniku kosztownej ofensywy monastirskiej, która ustabilizowała linię zmagań.
Po wycofaniu się wojsk Niemiec i Austro-Węgier nadmienione siły przełamały opór, co ostatecznie przyczyniło się do pokonania Bułgarii i Austro-Węgier w 1918 roku. Ci pierwsi doznali jedynej porażki pod Dobro Polem, ale zaledwie parę dni później pokonali brytyjsko-greckie oddziały pod Doiranem, unikając okupacji. Złamanie oporu państw centralnych na tym odcinku zmusiło Bułgarię do kapitulacji 29 września 1918 roku. Marszałek von Hindenburg i gen. Ludendorff z niemieckiego dowództwa doszli do wniosku, że strategiczna i operacyjna równowaga została utracona na niekorzyść państw centralnych i dzień po upadku Bułgarii zaczęli nalegać na natychmiastowe podpisanie pokoju.
Likwidacja frontu macedońskiego oznaczała, że licząca 670 tysięcy armia gen. Louisa Francheta d’Espéreya miała otwartą drogę w kierunku Budapesztu i Wiednia; 278 batalionów piechoty i 1500 dział (ekwiwalent 25 do 30 niemieckich dywizji) bułgarskich zostało wycofane z walk. Niemieckie dowództwo przesłało w ich miejsce 7 dywizji pieszych oraz 1 kawaleryjską, ale nie były to wystarczające siły, aby odnowić front.
Armie Ententy, głównie francuskie wspierane przez brytyjskie, serbskie i greckie oddziały wyzwoliły Serbię na dwa tygodnie przed końcem wojny.

## Koniec wojny
Na mocy traktatu z Neuilly Bułgaria utraciła Zachodnią Trację na rzecz Grecji oraz części ziem zachodnich na rzecz Serbii. Austro-Węgry rozpadły się. W Trianon Węgrzy utracili znaczną część ziem na rzecz Jugosławii i Rumunii. Serbia przyjęła rolę wiodącą w powstałym królestwie Jugosławii, połączywszy się ze swoim sojusznikiem, Czarnogórą. Włochy ustanowiły quasi-protektorat nad Albanią, zaś Grecja zajęła południową część kraju, znajdującą się pod autonomicznymi rządami greckiego rządu tymczasowego (Autonomiczna Republika Północnego Epiru).

## Straty

Straty wśród aliantów

Straty wśród państw centralnych

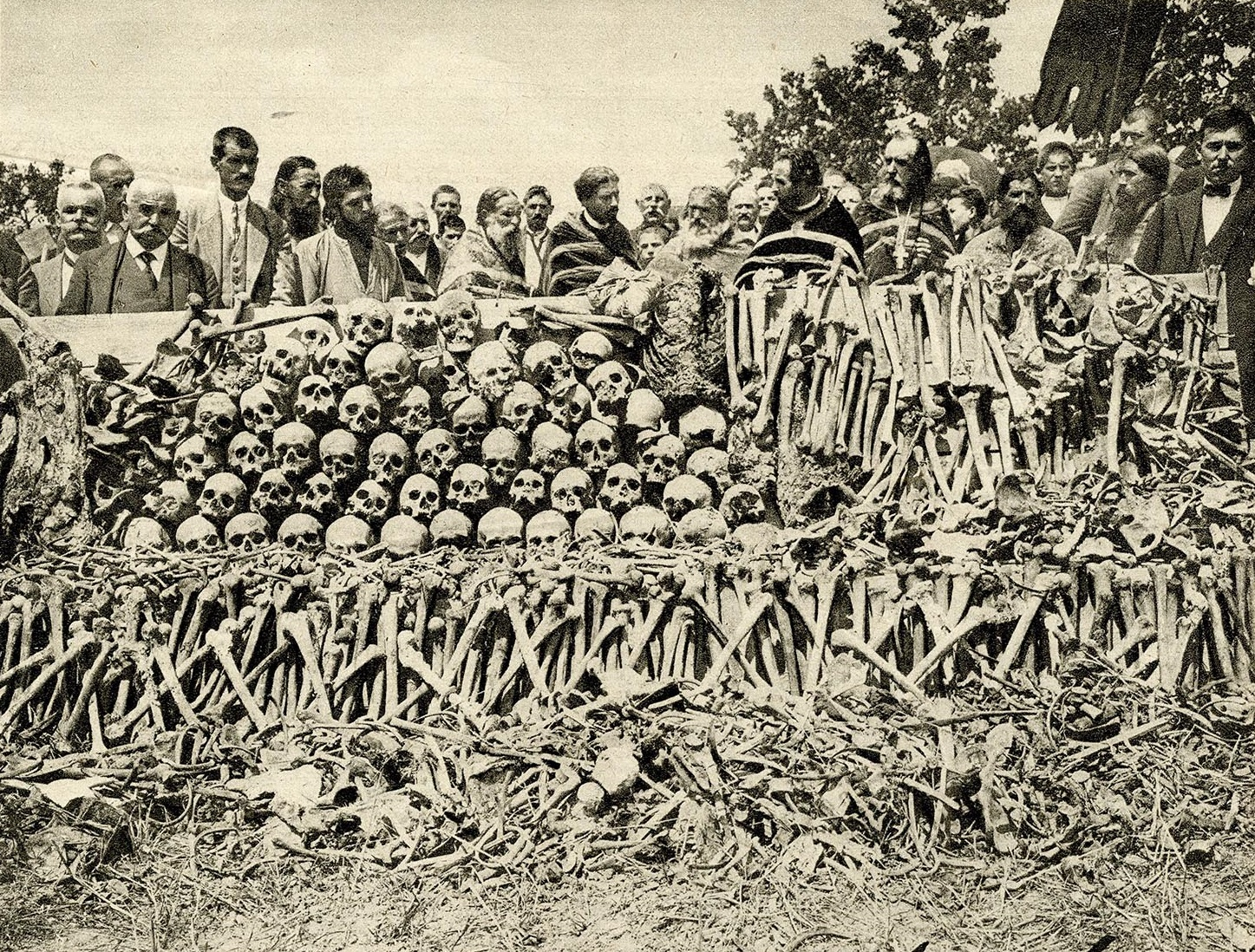
Szczątki serbskich żołnierzy zabitych przez Bułgarów w Surdulicy

Przed wojną królestwo Serbii liczyło 4,5 miliona mieszkańców. Wedle New York Timesa tylko w 1915 roku 150 tysięcy ludzi zmarło w największej do tamtych czasów epidemii duru brzusznego. Z pomocą Amerykańskiego Czerwonego Krzyża oraz 44 zagranicznych rządów udało się ją opanować do końca 1915 roku. Całkowita liczba zabitych cywilów szacowana jest przez niektóre źródła na 650 tysięcy, głównie z powodu epidemii i głodu. Serbskie straty stanowiły 8% wszystkich strat Ententy. 58% żołnierzy serbskiej armii (liczącej 420 tysiące ludzi) zginęło podczas trwania konfliktu. Całkowita wysokość strat tego narodu szacowana jest na ok. 1 milion, co stanowi 25% populacji przedwojennej oraz 57% populacji męskiej.
O skali serbskiej katastrofy demograficznej świadczyć mogą słowa bułgarskiego premiera Wasiła Radosławowa, który stwierdził, że „Serbia przestała istnieć” (New York Times, lato 1917). W lipcu 1918 roku amerykański sekretarz stanu Robert Lansing zachęcał Amerykanów wszystkich wyznań do modlitw za Serbię.
Serbia poniosła ogromne straty – jej armia licząca na początku ok. 420 tysięcy została zdziesiątkowana do 100 tysięcy w momencie wyzwolenia.